# Pauline Tinsley
Cecilia Pauline Tinsley (Wigan, 23 de noviembre de 1928-10 de mayo de 2021) fue una soprano dramática británica, poseedora de una voz caudalosa y brillante de notable flexibilidad.

## Biografía
Destacó en las lides de la Ópera de Gales, la English National Opera - repertorio cantado en inglés -, Sadler's Wells y en Covent Garden, donde fue muy apreciada hasta su retiro de las tablas cuarenta años después de su debut.
Estudió en la vecina Mánchester y perfeccionó sus papeles con la legendaria Dame Eva Turner.
Su repertorio incluyó La tintorera, de Die Frau ohne Schatten, y Elektra, de Richard Strauss, Elettra en Idomeneo, Leonore, Rienzi, Fiordiligi, Tosca y Turandot de Puccini, Santuzza de Cavalleria Rusticana, Maria Estuarda (Elisabeth), Nabucco, Lady Macbeth, Amelia, Brünnhilde, Ana Bolena, Leonora, Il Corsaro y Ernani de Verdi y Euryanthe de Weber.
Creó el papel de Candace en el estreno mundial de The Village Singer de Stephen Paulus en 1979 y en su madurez cantó Kostelnicka, Madre Marie (Dialogues de Carmélites), Kabanicha, Kundry y la bruja de Hansel y Gretel.
Aunque basó su carrera en la ópera galesa, debutó en Covent Garden en 1965, cantó en la New York City Opera en 1972 en Maria Stuarda junto a Beverly Sills, La Scala, San Diego, Roma, la Ópera de Santa Fe (Anna Bolena, de Donizetti), Paris, Düsseldorf, Mannheim, Hamburgo, Barcelona, Ámsterdam y Basilea entre otras ciudades.
Falleció el 10 de mayo de 2021, a los noventa y tres años.

## Discografía
- Mascagni, Cavalleria Rusticana, Londres (1976)
- Mozart, Lucio Silla, Charles Mackerras
- Mozart, Idomeneo, Colin Davis
- Strauss, Elektra, Richard Amstrong (1980)
- Wolf-Ferrari, I gioielli della Madonna, Alberto Erede (1976)